# Пігмент

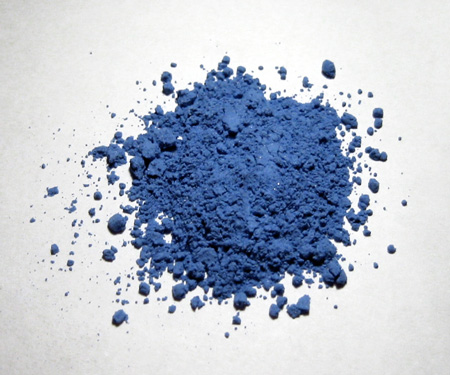
Природний пігмент ультрамарин

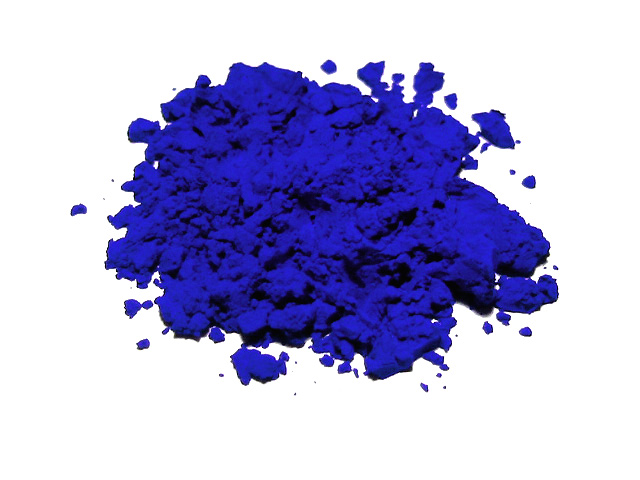
Синтетичний ультрамарин, хімічно ідентичний природному

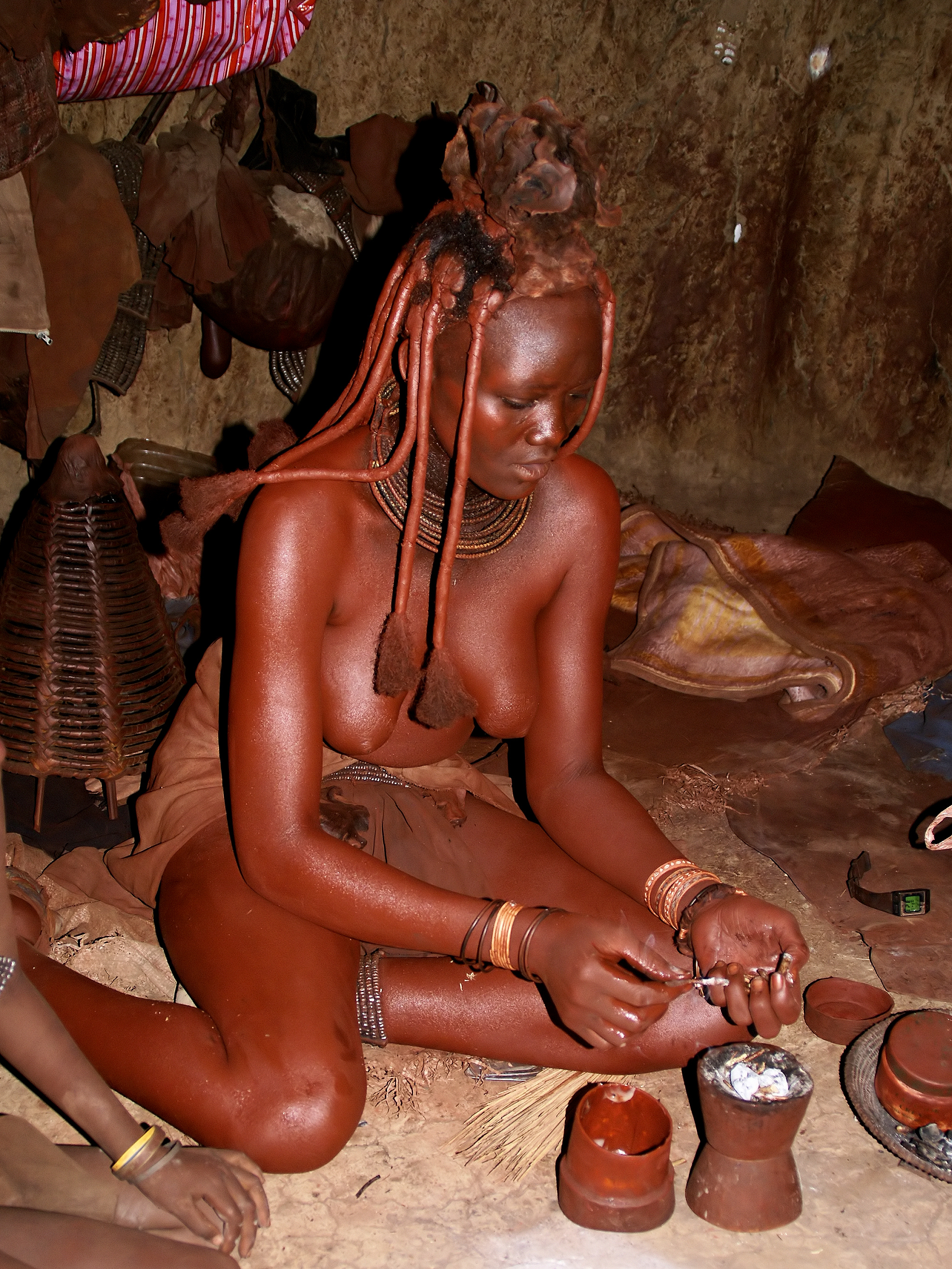
Жінка з племені Хімба готує традиційний для її племені пігмент з вохри

Пігмент — хімічна речовина, що в результаті вибіркового поглинання змінює колір світла, яке відбивається від нього. На відміну від люмінесценції, при цьому сам матеріал не випромінює світла.
Багато матеріалів вибірково поглинають світло в певному діапазоні довжин хвиль. Матеріали, які людина використовує як пігменти, зазвичай також мають певні властивості, що роблять їх зручними для забарвлення інших матеріалів. Зокрема пігмент повинен мати високу інтенсивність забарвлення відносно матеріалів, для забарвлення яких його використовують. Також пігмент має бути хімічно стабільним і твердим за нормальними температурами. Для промислового використання та мистецтва також важлива стабільність кольору на довгих проміжках часу. Пігменти, що змінюють колір за часом, називаються нестійкими, під дією світла вони зазвичай бліднуть, а деякі темніють.
Багато пігментів використовують для надання кольору фарбам, чорнилам, пластмасам, тканинам, косметиці, харчовим продуктам та іншим матеріалам. Зазвичай випадків пігменти, що знаходять промислове використання, є твердими речовинами, розмолотими в дрібну пудру, що пізніше додається до наповнювача (матриці) з відносно безбарвного матеріалу, що діє як закріплювач. Світовий ринок промислових пігментів, як органічних, так і неорганічних, в 2006 році становив близько 7,4 млн тонн, із оборотом 17,6 млрд доларів США тільки в Європі.
Зазвичай, пігмент відрізняють від барвника, пігмент є нерозчинною речовиною в наповнювачі (утворюючи суспензію), тоді як барвник є або рідкою речовиною, або розчинний в наповнювачі (утворюючи розчин). Деколи пігмент може бути отриманий з фарбника штучно, шляхом його преципітації сіллю металу. Термін біологічний пігмент зазичай використовують для всіх забарвлених речовин, незалежно від їх розчинності та флюоресцентних властивостей.
Пігменти — фоточутливі (тобто поглинають світло).
Фотосинтезувальні пігменти — хлорофіли: бактеріофіли та звичайні хлорофіли.
Хлорофіли утворюють дві фотосистеми, та знаходяться на внутрішніх мембранах хлоропластів.
Відбиває зелену частину спектра видимого світла. Також поглинають ультрафіолетове світло. Пігменти чутливі до змін факторів їх існування.
Основною функцією — є приваблювання.
Пігменти мають різний колір. Так червоні пігменти поглинають світло навіть на значній глибині під водою при мінімальному освітленні.
У тварин: гемоглобін. Гемогемоглобін (гемо-гемоглобін) схожий на хлорофіл за будовою, але до його складу входить магній, а не залізо. При поєднанні з оксигеном утворює — оксігемоглобін.
Пігменти у людині: око — родопсин та йодопсин (у палочках та колбочках);
у епітелії — меланін. Якщо його багато — забарвлення чорне, мало — сіре.
Пігмент захищає від ультрафіолетового опромінювання, та забезпечує забарвлення шкіри і хутра.
Виділяють такі види забарвлення: 
- маскуюче:    
власне маскуюче (у тон місцевості);
швидка зміна (хамелеони, камбали);
почленне забарвлення (зебри, гієни).
- погрозливе   
Присутні червоні, чорні, помаранчеві кольори (павуки, змії, скорпіони і т. д.). З цим пов'язане явище мімікрії —  копіювання погано захищеними видами добре захищених видів.
- шлюбне

## Інтернет-ресурси
- Pigments through the ages
- ColourLex Pigment Lexicon
- Sarah Lowengard,The Creation of Color in Eighteenth-century Europe, Columbia University Press, 2006
- Alchemy's Rainbow: Pigment Science and the Art of Conservation на YouTube, Chemical Heritage Foundation
- Poisons and Pigments: A Talk with Art Historian Elisabeth Berry-Drago на YouTube, Chemical Heritage Foundation
- The Quest for the Next Billion-Dollar Color